# Donaufyrstendømmerne
Donaufystendømmerne (rumænsk: Principatele Dunărene, serbisk: Дунавске кнежевине) var et navn, der blev givet om de to fyrstedømmer Moldavien og Valakiet, der opstod i begyndelsen af 1300-tallet. Begrebet blev benyttet af Habsburgmonarkiet ved indgåelsen af Küçük Kaynarca-traktaten i 1774 som betegnelse for et område ved det nedre Donau med fælles geopolitisk situation mellem Østrig-Ungarn, Det Russiske Kejserrige og Det Osmanniske Rige. Betegnelsen blev primært benyttet uden for de to fyrstendømmer indtil de i 1859 indgik en union som De forenede fystendømmer Moldavien og Valakiet. Sammen med Transsylvanien blev De forenede fyrstendømmer grundlaget for Kongeriget Rumænien fra 1881 og senere det moderne Rumænien fra 1947.
Nogle gange omtales Fyrstendømmet Serbien også som en del af Donaufyrstendømmerne. Fyrstendømmet Serbien blev skabt i 1817 under osmannisk overhøjhed og havde derfor en lignende geopolitisk situation som de to andre stater.